# Persone di nome Terry
| Questa pagina contiene informazioni ricavate automaticamente dalle voci biografiche con l'ausilio del template Bio e di un bot. L'aggiornamento è periodico e automatico e ricostruisce completamente la pagina. Se manca una persona in questa lista, sei pregato di non aggiungerla, ma accertati piuttosto che la sua voce biografica contenga il template Bio e che i dati anagrafici siano correttamente compilati. Se il template Bio manca, inseriscilo tu stesso o, in alternativa, metti l'avviso {{tmp\|Bio}} che ne segnala la mancanza. Se i dati riportati sono sbagliati, correggi direttamente la voce biografica; le modifiche saranno visibili in questa lista entro pochi giorni. Per chiarimenti vedi il progetto antroponimi. La lista contiene solo le 156 persone che sono citate nell'enciclopedia e per le quali è stato implementato correttamente il template Bio. Pagina aggiornata al 16 ott 2024. |

Questa è una lista di persone presenti nell'enciclopedia che hanno il prenome Terry, suddivise per attività principale.

## Allenatori di baseball(1)
- Terry Collins, allenatore di baseball statunitense (Midland, n. 1949)

## Allenatori di calcio(6)
- Terry Adlington, allenatore di calcio e calciatore inglese (Blackwell, n. 1935 - † 1994)
- Terry Bradbury, allenatore di calcio e ex calciatore inglese (Paddington, n. 1939)
- Terry Burton, allenatore di calcio e ex calciatore inglese (Camden Town, n. 1952)
- Terry Dunfield, allenatore di calcio e ex calciatore canadese (Vancouver, n. 1982)
- Terry Fisher, allenatore di calcio e dirigente sportivo statunitense
- Terry Hennessey, allenatore di calcio e ex calciatore gallese (Llay, n. 1942)

## Allenatori di pallacanestro(1)
- Terry Layton, allenatore di pallacanestro statunitense (Oakland, n. 1947 - † 2018)

## Architetti(1)
- Terry Farrell, architetto e urbanista britannico (Sale, n. 1938)

## Assassini seriali(1)
- Terry Peder Rasmussen, serial killer e militare statunitense (Denver, n. 1943 - Susanville, † 2010)

## Astronauti(2)
- Terry Hart, ex astronauta statunitense (Pittsburgh, n. 1946)
- Terry Virts, ex astronauta statunitense (Baltimora, n. 1967)

## Astronomi(1)
- Terry Handley, astronomo statunitense († 2015)

## Attivisti(1)
- Terry J. Albury, attivista e investigatore statunitense (Santa Rosa, n. 1979)

## Attori(13)
- Terry Becker, attore, regista e produttore televisivo statunitense (New York, n. 1921 - Los Angeles, † 2014)
- Terry Chen, attore canadese (Edmonton, n. 1975)
- Terry Crews, attore, culturista e ex giocatore di football americano statunitense (Flint, n. 1968)
- Terry Frost, attore statunitense (Bemidji, n. 1906 - Los Angeles, † 1993)
- Terry Jones, attore, regista e sceneggiatore britannico (Colwyn Bay, n. 1942 - Londra, † 2020)
- Terry Kinney, attore e regista statunitense (Lincoln, n. 1954)
- Terry Kiser, attore statunitense (Omaha, n. 1939)
- Terry Lester, attore statunitense (Indianapolis, n. 1950 - † 2003)
- Terry Molloy, attore britannico (North Shields, n. 1947)
- Terry Norris, attore e politico australiano (Richmond, n. 1930 - † 2023)
- Terry O'Neill, attore e artista marziale britannico (Liverpool, n. 1948)
- Terry Scott, attore britannico (Watford, n. 1927 - Godalming, † 1994)
- Terry Serpico, attore e stuntman statunitense (Fort Sill, n. 1964)

## Attrici(5)
- Terry Farrell, attrice e modella statunitense (Cedar Rapids, n. 1963)
- Terry Moore, attrice e scrittrice statunitense (Glendale, n. 1929)
- Terry Pheto, attrice sudafricana (Evaton, n. 1981)
- Terry Saunders, attrice e cantante statunitense (n. 1923 - New York, † 2011)
- Terry Schiavo, attrice, giornalista e cantante italiana (Milano, n. 1970)

## Autori di videogiochi(1)
- Terry Cavanagh, autore di videogiochi irlandese (Tydavnet, n. 1984)

## Bassisti(1)
- Terry Butler, bassista statunitense (Tampa, n. 1967)

## Batteristi(3)
- Terry Bozzio, batterista statunitense (San Francisco, n. 1950)
- Terry Chambers, batterista britannico (Swindon, n. 1955)
- Terry Ollis, batterista inglese (Londra, n. 1952)

## Calciatori(15)
- Terry Antonis, calciatore australiano (Bankstown, n. 1993)
- Terry Boyle, ex calciatore gallese (Ammanford, n. 1958)
- Terry Caldwell, ex calciatore inglese (Wakefield, n. 1938)
- Terry Cochrane, ex calciatore nordirlandese (Killyleagh, n. 1953)
- Terry Cooper, calciatore e allenatore di calcio inglese (Knottingley, n. 1944 - Leeds, † 2021)
- Terry Eccles, ex calciatore inglese (Leeds, n. 1952)
- Terry Garbett, ex calciatore inglese (Lanchester, n. 1945)
- Terry Gibson, ex calciatore inglese (Walthamstow, n. 1966)
- Terry Hurlock, ex calciatore inglese (Hackney, n. 1958)
- Terry Lartey Sanniez, calciatore olandese (Amsterdam, n. 1996)
- Terry Long, calciatore e allenatore di calcio inglese (Tylers Green, n. 1934 - † 2021)
- Terry Neill, calciatore e allenatore di calcio nordirlandese (Belfast, n. 1942 - Londra, † 2022)
- Terry Paine, ex calciatore inglese (Winchester, n. 1939)
- Terry Venables, calciatore e allenatore di calcio inglese (Dagenham, n. 1943 - Londra, † 2023)
- Terry Wharton, ex calciatore inglese (Bolton, n. 1942)

## Cantanti(7)
- Terry Brock, cantante, chitarrista e compositore statunitense (Blue Ridge, n. 1961)
- Terry Dene, cantante britannico (Londra, n. 1938)
- Terry Dolan, cantante, cantautore e chitarrista statunitense (New York, n. 1943 - Novato, † 2012)
- Terry Ellis, cantante statunitense (Houston, n. 1963)
- Terry Ilous, cantante francese (Lione, n. 1966)
- Terry Reid, cantante e chitarrista britannico (Huntingdon, n. 1949)
- Terry Thomas, cantante, chitarrista e compositore britannico

## Cantautori(1)
- Terry Kath, cantautore e chitarrista statunitense (Chicago, n. 1946 - Woodland Hills, † 1978)

## Cestisti(24)
- Terry Allen, cestista statunitense (Houston, n. 1993)
- Terry Catledge, ex cestista statunitense (Houston, n. 1963)
- Terry Coner, ex cestista e allenatore di pallacanestro statunitense (Birmingham, n. 1964)
- Terry Crosby, ex cestista statunitense (Toledo, n. 1957)
- T.J. Cummings, ex cestista statunitense (Homewood, n. 1981)
- Terry Davis, ex cestista statunitense (Danville, n. 1967)
- Terry Dischinger, cestista e allenatore di pallacanestro statunitense (Terre Haute, n. 1940 - Lake Oswego, † 2023)
- Terry Dozier, ex cestista statunitense (Baltimora, n. 1966)
- Terry Duerod, cestista statunitense (Royal Oak, n. 1956 - Westland, † 2020)
- Terry Furlow, cestista statunitense (Flint, n. 1954 - Linndale, † 1980)
- Terry Henderson, cestista statunitense (Raleigh, n. 1994)
- Terry Kunze, ex cestista statunitense (n. 1943)
- Terry Larrier, cestista statunitense (Bronx, n. 1995)
- Terry Mills, ex cestista e allenatore di pallacanestro statunitense (Romulus, n. 1967)
- Terry Porter, ex cestista e allenatore di pallacanestro statunitense (Milwaukee, n. 1963)
- Terry Rozier, cestista statunitense (Youngstown, n. 1994)
- Terry Smith, cestista statunitense (Syracuse, n. 1986)
- Terry Stotts, ex cestista e allenatore di pallacanestro statunitense (Cedar Falls, n. 1957)
- Terry Sykes, ex cestista statunitense (Colfax, n. 1956)
- Terry Tarpey, cestista francese (Poissy, n. 1994)
- Terry Taylor, cestista statunitense (Bowling Green, n. 1999)
- Terry Teagle, ex cestista statunitense (Broaddus, n. 1960)
- Terry Thomas, cestista statunitense (Detroit, n. 1953 - † 1998)
- Terry Tyler, ex cestista e allenatore di pallacanestro statunitense (Detroit, n. 1956)

## Chitarristi(3)
- Terry Balsamo, chitarrista statunitense (Jacksonville, n. 1972)
- Terry Rance, chitarrista britannico (Londra, n. 1953)
- Terry Wapram, chitarrista e compositore britannico (Londra)

## Compositori(2)
- Terry Oldfield, compositore britannico (Palmers green, n. 1949)
- Terry Riley, compositore statunitense (Colfax, n. 1935)

## Dirigenti d'azienda(1)
- Terry Doran, manager britannico (Liverpool, n. 1939 - Londra, † 2020)

## Doppiatori(1)
- Terry Klassen, doppiatore e direttore del doppiaggio canadese (Winnipeg, n. 1957)

## Entomologi(1)
- Terry Erwin, entomologo statunitense (n. 1940 - St. Helena, † 2020)

## Fumettisti(1)
- Terry Moore, fumettista statunitense (Houston, n. 1954)

## Generali(1)
- Terry de la Mesa Allen, generale statunitense (Fort Douglas, n. 1888 - El Paso, † 1969)

## Giocatori di calcio a 5(1)
- Terry Woodberry, ex giocatore di calcio a 5 inglese (Londra, n. 1963)

## Giocatori di football americano(11)
- Terry Baker, ex giocatore di football americano statunitense (Pine River, n. 1941)
- Terry Beeson, ex giocatore di football americano statunitense (Coffeyville, n. 1955)
- Terry Bradshaw, ex giocatore di football americano e attore statunitense (Shreveport, n. 1948)
- Terry Dion, ex giocatore di football americano statunitense (Shelton, n. 1957)
- Terry Glenn, giocatore di football americano statunitense (Columbus, n. 1974 - Irving, † 2017)
- Terry Jackson, ex giocatore di football americano statunitense (Sherman, n. 1955)
- Terry McLaurin, giocatore di football americano statunitense (Indianapolis, n. 1995)
- Terry Miller, ex giocatore di football americano statunitense (Columbus, n. 1956)
- Terry Poole, giocatore di football americano statunitense (n. 1992)
- Terry Taylor, ex giocatore di football americano statunitense (Warren, n. 1961)
- Terry Wooden, ex giocatore di football americano statunitense (Hartford, n. 1967)

## Giocatrici di poker(1)
- Terry King, giocatrice di poker statunitense (Oklahoma)

## Giornalisti(1)
- Terry Mattingly, giornalista e docente statunitense (n. 1954)

## Hockeisti su ghiaccio(1)
- Terry Sawchuk, hockeista su ghiaccio canadese (Winnipeg, n. 1929 - New York, † 1970)

## Imprenditori(1)
- Terry Gou, imprenditore e manager taiwanese (Banqiao, n. 1950)

## Informatici(2)
- Terry Lovejoy, informatico australiano (n. 1966)
- Terry Winograd, informatico statunitense (Takoma Park, n. 1946)

## Lottatori(1)
- Terry Brands, ex lottatore statunitense (Omaha, n. 1968)

## Modelle(2)
- Terry Huntingdon, modella statunitense (Mount Shasta, n. 1940)
- Terry Anne Meeuwsen, modella e conduttrice televisiva statunitense (De Pere, n. 1949)

## Musicisti(1)
- Terry Melcher, musicista e produttore discografico statunitense (New York, n. 1942 - Beverly Hills, † 2004)

## Pallavoliste(1)
- Terry Enweonwu, pallavolista italiana (Padova, n. 2000)

## Pittori(1)
- Terry Allen, pittore e cantautore statunitense (Wichita, n. 1943)

## Politici(2)
- Terry Branstad, politico statunitense (Leland, n. 1946)
- Terry L. Bruce, politico statunitense (Olney, n. 1944)

## Produttori discografici(3)
- Terry Brown, produttore discografico canadese (Toronto, n. 1936)
- Terry Date, produttore discografico statunitense (Lansing, n. 1956)
- Terry Ellis, produttore discografico britannico (Hertfordshire, n. 1944)

## Pugili(2)
- Terry Downes, pugile britannico (Paddington, n. 1936 - Londra, † 2017)
- Terry Norris, ex pugile statunitense (Lubbock, n. 1967)

## Rapper(1)
- Tee Grizzley, rapper statunitense (Detroit, n. 1994)

## Registi(4)
- Terry George, regista e sceneggiatore britannico (Belfast, n. 1952)
- Terry Gilliam, regista, sceneggiatore e comico statunitense (Minneapolis, n. 1940)
- Terry Hughes, regista, sceneggiatore e produttore cinematografico britannico (Inghilterra)
- Terry Zwigoff, regista, sceneggiatore e produttore cinematografico statunitense (Appleton, n. 1949)

## Registi teatrali(1)
- Terry Johnson, regista teatrale, drammaturgo e sceneggiatore britannico (n. 1955)

## Sceneggiatori(5)
- Terry Hayes, sceneggiatore, produttore cinematografico e scrittore britannico (Sussex, n. 1951)
- Terry Matalas, sceneggiatore, produttore televisivo e regista statunitense (Raritan, n. 1975)
- Terry Nation, sceneggiatore gallese (Cardiff, n. 1930 - Los Angeles, † 1997)
- Terry Rossio, sceneggiatore statunitense (Kalamazoo, n. 1960)
- Terry Turner, sceneggiatore statunitense (n. 1947)

## Sciatori alpini(1)
- Terry Palmer, ex sciatore alpino statunitense (Cambridge, n. 1952)

## Scrittori(4)
- Terry Bisson, scrittore e curatore editoriale statunitense (Madisonville, n. 1942 - Berkeley, † 2024)
- Terry Goodkind, scrittore statunitense (Omaha, n. 1948 - Boulder City, † 2020)
- Terry Pratchett, scrittore britannico (Beaconsfield, n. 1948 - Broad Chalke, † 2015)
- Terry Southern, scrittore e sceneggiatore statunitense (Alvarado, n. 1924 - New York, † 1995)

## Scrittrici(1)
- Terry McMillan, scrittrice statunitense (Port Huron, n. 1951)

## Stuntman(1)
- Terry Notary, stuntman, attore e coreografo statunitense (San Rafael, n. 1968)

## Tastieristi(1)
- Terry Rowley, tastierista britannico

## Tenniste(2)
- Terry Holladay, ex tennista statunitense (Charlotte, n. 1955)
- Terry Phelps, ex tennista statunitense (n. 1966)

## Tennisti(3)
- Terry Addison, ex tennista australiano (Wondai, n. 1946)
- Terry Moor, ex tennista statunitense (Hartford, n. 1952)
- Terry Rocavert, ex tennista australiano (Sydney, n. 1955)

## Terroristi(1)
- Terry Nichols, terrorista statunitense (Lapeer, n. 1955)

## Vescovi cattolici(1)
- Terry Ronald LaValley, vescovo cattolico statunitense (Plattsburgh, n. 1956)

## Wrestler(5)
- Ray Gordy, ex wrestler statunitense (Chattanooga, n. 1979)
- Terry Gordy, wrestler statunitense (Chattanooga, n. 1961 - Soddy-Daisy, † 2001)
- Magnum T.A., ex wrestler statunitense (Chesapeake, n. 1959)
- Sabu, ex wrestler statunitense (New York, n. 1964)
- The Warlord, wrestler statunitense (Pompano Beach, n. 1962)